# Celebration: The Video Collection
Celebration: The Video Collection es una compilación de DVD de los mejores vídeos de la cantante estadounidense Madonna, publicada el 29 de septiembre de 2009 por la compañía Warner Bros. Records. El lanzamiento acompaña al álbum recopilatorio Celebration y sigue con otras compilaciones de grandes vídeos publicados anteriormente, como The Immaculate Collection (1990) y The Video Collection 93:99 (1999). El DVD se anunció en julio de 2009 y contiene vídeos que abarcan toda la carrera de Madonna, desde 1983 hasta 2009.
Los críticos musicales le otorgaron reseñas variadas: algunos se sintieron decepcionados con la baja calidad y la falta de claridad de los vídeos, mientras que otros elogiaron la colección por ser un recordatorio de Madonna, «una verdadera artista de vídeo», según Bönz Malone de la revista Spin. Celebration: The Video Collection debutó en la cima de la lista Top Music Videos de Estados Unidos y en los conteos de Australia, República Checa, Hungría, España y Suiza. Además, la Recording Industry Association of America (RIAA) y la Cámara Argentina de Productores de Fonogramas y Videogramas (CAPIF) certificaron al recopilatorio con un disco de platino, al superar las 100 000 y 30 000 copias vendidas en Estados Unidos y Argentina, respectivamente, mientras que en Francia, la Syndicat National de l'Édition Phonographique (SNEP) lo certificó con dos discos de platino por la venta de 30 000 copias.

## Antecedentes
El 18 de marzo de 2009, la publicista de Madonna, Liz Rosenberg, anunció los planes para el lanzamiento de un paquete de grandes éxitos en septiembre. El 22 de julio del mismo año, Warner Bros. Records confirmó de manera oficial la fecha de lanzamiento para el 28 de septiembre y el nombre del álbum como Celebration, a través de la página oficial de la cantante. La discográfica también anunció la publicación de un DVD que contendría los mejores vídeos de Madonna. Según el comunicado de prensa oficial, el DVD incluye escenas inéditas y nunca antes vistas de «Justify My Love», así como el vídeo completo de «Celebration».
El recopilatorio incluye los vídeos de «Burning Up», «Into the Groove», «True Blue», «Who's That Girl», «Erotica», «Deeper and Deeper», «I Want You», «I'll Remember» y «American Pie», que no habían sido incluidos en ninguno de los DVD de Madonna hasta la fecha, como así también los galardonados «Like a Virgin», «Papa Don't Preach», «Open Your Heart», «Like a Prayer», «Express Yourself», «Vogue», «Rain», «Take a Bow», «Frozen», «Ray of Light», «Beautiful Stranger», «Music», «Don't Tell Me» y «Hung Up». En el momento de su publicación original, el canal MTV prohibió los vídeos de «Justify My Love» y «Erotica» por su temática sexual y provocativa. La misma cantante y sus seguidores seleccionaron la lista de los vídeos del recopilatorio en su sitio web oficial.
El artista de streep pop Mr. Brainwash, que, según el sitio oficial de la cantante, es conocido por «echar íconos culturales contemporáneos en una batidora y acelerarlos hasta el nivel once», creó la portada de Celebration. Además, el DVD es presentado en una relación de aspecto 4:3, con los formatos recortados de los vídeos panorámicos.
La colección fue publicada en tres formatos diferentes: en caja de plástico tamaño DVD, en digipak tamaño disco compacto, y en formato de descarga digital en el portal iTunes. Esta última incluyó sesenta y ocho temas, de los cuales treinta y ocho fueron pistas de audio, mientras que las treinta restantes fueron vídeos musicales en formato MP4. Además, ofrecía la canción inédita «It's So Cool» y una remezcla de «Celebration».

## Recepción

### Crítica
Tras su publicación, Celebration: The Video Collection obtuvo reseñas variadas de la prensa musical. En un comentario positivo, Douglas Wolk de Pitchfork Media comentó que es «mucho más cercano a la marca [de la celebración de la carrera de Madonna]. Un montón de diversión de su carrera ha sido siempre su lado visual». En el mismo sentido, Don Shewey de Rolling Stone dijo: «El vídeo ejemplifica el hecho de que no hay nadie como Madonna, que puede convertir los vídeos musicales en una forma de arte», mientras que Ian Sturges de Daily Mirror comentó: «Celebration es un viaje de una aspirante coqueta a diosa del pop a una institución. [...] Los vídeos siguen esta transformación desde su retozamiento inocente en una góndola veneciana para "Like a Virgin" hasta los enganches decididamente catalogados como solo para adultos de "Justify My Love" y "Erotica", estos últimos prohibidos en su momento». Bönz Malone, crítico de la revista Spin, dijo que era «un recordatorio de que Madonna es y siempre será una verdadera artista de vídeo. No se puede ignorar su contribución a la forma del arte del videoclip».
Sin embargo, otros periodistas criticaron el recopilatorio, especialmente en términos de calidad audiovisual. Al respecto, Monica Herrera de Billboard no quedó impresionada con el material y se mostró decepcionada con la «calidad de los vídeos aburridos. La colección es una vergüenza probable en el catálogo de Madonna, pero grande para sus admiradores». De manera similar, Chad Presley de Blogcritics percibió que había «una dosis saludable de nostalgia particularmente para quienes ven esos vídeos y que hayan estado jóvenes en la década de 1980. [...] La calidad del vídeo es algo heterogénea. La mayoría de los problemas visuales surgieron en los anteriores clips, que fueron rodados con un equipo mucho más primitivo. [...] Considerando todo esto, en especial si los ves en un reproductor de Blu-ray o en una televisión de alta definición, se trata de un conjunto tosco de mirar. Incluso algunos de los siguientes vídeos tienen un exceso de ruido visual y carecen de nitidez».

### Comercial
Celebration: The Video Collection debutó el 17 de octubre de 2009 en la cima de la lista estadounidense Top Music Videos y desplazó así al DVD de Michael Jackson Number Ones. El recopilatorio permaneció en la primera posición por cinco semanas, antes de descender a la octava. Dos meses después de su publicación, la Recording Industry Association of America (RIAA) lo certificó con un disco de platino, por superar las 100 000 copias. Según Nielsen SoundScan, vendió 60 000 copias en los Estados Unidos y figuró en el puesto treinta en la lista anual de 2009.
El 5 de octubre, el DVD alcanzó la primera posición de la lista ARIA Top 40 Music DVD en Australia, y sustituyó a Believe Again: Australian Tour 2009 de Delta Goodrem. Después de dos semanas, Funhouse Tour: Live in Australia de la cantante Pink reemplazó al álbum en la primera posición. El recopilatorio estuvo presente por veinte semanas y ocupó el puesto veinte en el Australian Highest Selling Music DVD para el año 2009.
En República Checa, alcanzó el número uno en la lista de DVD más vendidos el 14 de octubre y reemplazó a la versión en disco compacto de Celebration. En Argentina, la Cámara Argentina de Productores de Fonogramas y Videogramas (CAPIF) certificó la colección como disco de platino tras superar las 30 000 copias vendidas, mientras que en Francia obtuvo la certificación de doble platino por la venta de 30 000 copias.

## Lista de canciones y formatos
| DVD 1 |                       |                                                             |                       |          |  |
| N.º   | Título                | Escritor(es)                                                | Director(es)          | Duración |  |
| 1.    | «Burning Up»          | Madonna                                                     | Steve Barron          | 3:40     |  |
| 2.    | «Lucky Star»          | Madonna                                                     | Arthur Pierson        | 4:01     |  |
| 3.    | «Borderline»          | Reggie Lucas                                                | Mary Lambert          | 3:56     |  |
| 4.    | «Like a Virgin»       | Tom Kelly, Billy Steinberg                                  | Mary Lambert          | 3:48     |  |
| 5.    | «Material Girl»       | Peter Brown, Robert Rans                                    | Mary Lambert          | 3:48     |  |
| 6.    | «Crazy for You»       | John Bettis, Jon Lind                                       | Harold Becker         | 3:59     |  |
| 7.    | «Into the Groove»     | Madonna, Stephen Bray                                       | Susan Seidelman       | 3:50     |  |
| 8.    | «Live to Tell»        | Madonna, Patrick Leonard                                    | James Foley           | 4:24     |  |
| 9.    | «Papa Don't Preach»   | Brian Elliot, letras adicionales de Madonna                 | James Foley           | 5:06     |  |
| 10.   | «True Blue»           | Madonna, S. Bray                                            | James Foley           | 4:02     |  |
| 11.   | «Open Your Heart»     | Madonna, Gardner Cole, Peter Rafelson                       | Jean-Baptiste Mondino | 4:28     |  |
| 12.   | «La isla bonita»      | Madonna, P. Leonard, Bruce Gaitsch                          | Mary Lambert          | 3:59     |  |
| 13.   | «Who's That Girl»     | Madonna, P. Leonard                                         | Peter Rosenthal       | 3:44     |  |
| 14.   | «Like a Prayer»       | Madonna, P. Leonard                                         | Mary Lambert          | 5:43     |  |
| 15.   | «Express Yourself» () | Madonna, S. Bray                                            | David Fincher         | 4:59     |  |
| 16.   | «Cherish»             | Madonna, P. Leonard                                         | Herb Ritts            | 4:38     |  |
| 17.   | «Vogue»               | Madonna, Shep Pettibone                                     | David Fincher         | 4:51     |  |
| 18.   | «Justify My Love» ()  | Lenny Kravitz, Ingrid Chavez, letras adicionales de Madonna | Jean-Baptiste Mondino | 4:57     |  |
| 19.   | «Erotica» ()          | Madonna, S. Pettibone, Anthony Shimkin                      | Fabien Baron          | 5:18     |  |
| 20.   | «Deeper and Deeper»   | Madonna, S. Pettibone, A. Shimkin                           | Bobby Woods           | 5:49     |  |
| 21.   | «Rain»                | Madonna, S. Pettibone                                       | Mark Romanek          | 4:33     |  |
| 22.   | «I'll Remember»       | Madonna, P. Leonard, Richard Page                           | Alek Keshishian       | 4:19     |  |
| 99:00 |                       |                                                             |                       |          |  |

| DVD 2  |                                 |                                                                          |                       |          |  |
| N.º    | Título                          | Escritor(es)                                                             | Director(es)          | Duración |  |
| 1.     | «Secret»                        | Madonna, Dallas Austin, S. Pettibone                                     | Melodie McDaniel      | 4:23     |  |
| 2.     | «Take a Bow»                    | Madonna, Kenneth "Babyface" Edmonds                                      | Michael Haussman      | 4:33     |  |
| 3.     | «Bedtime Story»                 | Nellee Hooper, Björk, Marius De Vries                                    | Mark Romanek          | 4:24     |  |
| 4.     | «Human Nature»                  | Madonna, Dave Hall, Shawn McKenzie, Kevin McKenzie, Michael Deering      | Jean-Baptiste Mondino | 4:33     |  |
| 5.     | «I Want You»                    | Leon Ware, Arthur Ross                                                   | Earle Sebastian       | 6:21     |  |
| 6.     | «You'll See»                    | Madonna, David Foster                                                    | Michael Haussman      | 4:18     |  |
| 7.     | «Frozen»                        | Madonna, P. Leonard                                                      | Chris Cunningham      | 5:20     |  |
| 8.     | «Ray of Light»                  | Madonna, William Orbit, Clive Maldoon, Dave Curtiss, Christine Ann Leach | Jonas Åkerlund        | 5:06     |  |
| 9.     | «The Power of Good-Bye»         | Madonna, Rick Nowels                                                     | Matthew Rolston       | 4:09     |  |
| 10.    | «Beautiful Stranger»            | Madonna, W. Orbit                                                        | Brett Ratner          | 4:38     |  |
| 11.    | «American Pie»                  | Don McLean                                                               | Philip Stolzl         | 4:34     |  |
| 12.    | «Music»                         | Madonna, Mirwais Ahmadzaï                                                | Jonas Åkerlund        | 4:44     |  |
| 13.    | «Don't Tell Me»                 | Madonna, M. Ahmadzaï, Joe Henry                                          | Jean-Baptiste Mondino | 4:38     |  |
| 14.    | «What It Feels Like for a Girl» | Madonna, Guy Sigsworth, David Tom                                        | Guy Ritchie           | 4:28     |  |
| 15.    | «Die Another Day»               | Madonna, M. Ahmadzaï                                                     | Traktor               | 4:27     |  |
| 16.    | «Hollywood»                     | Madonna, M. Ahmadzaï                                                     | Jean-Baptiste Mondino | 3:58     |  |
| 17.    | «Love Profusion»                | Madonna, M. Ahmadzaï                                                     | Luc Besson            | 3:48     |  |
| 18.    | «Hung Up»                       | Madonna, Stuart Price, Benny Andersson, Björn Ulvaeus                    | Johan Renck           | 5:25     |  |
| 19.    | «Sorry»                         | Madonna, S. Price                                                        | Jamie King            | 4:43     |  |
| 20.    | «Get Together» ()               | Madonna, Anders Bagge, Peer Astrom, S. Price                             | Logan                 | 3:55     |  |
| 21.    | «Jump»                          | Madonna, J. Henry, S. Price                                              | Jonas Åkerlund        | 3:23     |  |
| 22.    | «4 Minutes»                     | Madonna, Timothy Mosley, Justin Timberlake, Nathaniel Hills              | Jonas & François      | 4:04     |  |
| 23.    | «Give it 2 Me»                  | Madonna, Pharrell Williams                                               | Tom Munro             | 4:12     |  |
| 24.    | «Miles Away»                    | Madonna, T. Mosley, J. Timberlake, N. Hills                              | Nathan Rissman        | 3:49     |  |
| 25.    | «Celebration»                   | Madonna, Paul Oakenfold, Ian Green, Ciaran Gribbin                       | Jonas Åkerlund        | 3:52     |  |
| 112:00 |                                 |                                                                          |                       |          |  |

Notas
1. 1 2  Estos vídeos musicales son versiones alternativas.
2. 1 2  Varias escenas de estos vídeos han sido censuradas.

## Posicionamiento en listas y certificaciones
| País (Listas 2009)                          | Mejor posición |
| ------------------------------------------- | -------------- |
| Australia (ARIA Top 40 Music DVD)           | 1              |
| Austria (Musik-DVD Top 10)                  | 1              |
| Dinamarca (Musik DVD Top-10)                | 1              |
| España (Top 20 DVD Musical)                 | 1              |
| Estados Unidos (Billboard Top Music Videos) | 1              |
| Finlandia (Musiikki DVD)                    | 1              |
| Japón (Oricon)                              | 7              |
| Países Bajos (Dutch Top 30 DVD)             | 1              |
| Reino Unido (Music Video Chart)             | 23             |
| República Checa (Top 50 Prodejní)           | 1              |
| Suecia (Veckolista DVD Album)               | 1              |
| Suiza (Music DVD Top 10)                    | 1              |

| País (organismo certificador) | Certificación |
| ----------------------------- | ------------- |
| Argentina (CAPIF)             | Platino       |
| Estados Unidos (RIAA)         | Platino       |
| Francia (SNEP)                | 2× Platino    |

## Historial de lanzamientos
| País           | Fecha                    | Formato | Ref.   |
| -------------- | ------------------------ | ------- | ------ |
| Argentina      | 29 de septiembre de 2009 | DVD     | [ 38 ] |
| Australia      | 25 de septiembre de 2009 | DVD     | [ 8 ]  |
| Canadá         | 28 de septiembre de 2009 | DVD     | [ 39 ] |
| Europa         | 28 de septiembre de 2009 | DVD     | [ 2 ]  |
| Estados Unidos | 29 de septiembre de 2009 | DVD     | [ 2 ]  |
| Japón          | 2 de octubre de 2009     | DVD     | [ 33 ] |